# بين سي. لاركن
بين سي. لاركن هو سياسي أمريكي، ولد في 13 مايو 1873 في ويسكونسن في الولايات المتحدة، وتوفي في 22 نوفمبر 1949 في بيسمارك في الولايات المتحدة. نشط حزبياً في North Dakota Republican Party ‏ والحزب الجمهوري. وقد انتخب عضو مجلس نواب داكوتا الشمالية ‏.